# Grafschaft Empúries

Wappen der Grafschaft Empúries

Die Grafschaft Empúries, auf Katalanisch Comtat d’Empúries (auf Spanisch auch Ampurias genannt) war eine der historischen „Katalanischen Grafschaften“, welche die Franken in der Spanischen Mark errichteten. Ihr Territorium entsprach weitgehend der heutigen Region Peralada rund um die Stadt Empúries. Sie entspricht dem nördlichen Teil der historischen comarca Empordà.
Nachdem Franken die Region 785 erobert hatten, kamen Empúries und Peralada unter die Herrschaft der Grafen von Girona. Um 813 wurde Empúries (mit Peralada) eine eigenständige Grafschaft, der erste Graf hier Ermangar. Er und seine unmittelbaren Nachfolger waren vermutlich Westgoten. 817 wurde Empúries mit der Grafschaft Rosselló vereinigt, zu der es dann bis 989 zumeist gehörte.
989 wurden Roussillon und Empúries wieder geteilt, die Grafendynastie regierte bis 1325, als Graf Hug VI. die Grafschaft an Graf Peter IV. von Ribagorça gegen die Baronie Pego und die beiden Städte Xaló und Laguar, alle im Königreich Valencia, tauschte. Peter IV. tauschte Empúries 1341 wiederum gegen Prades. Seitdem war Empúries ein Paragium der Krone Aragoniens.

## Grafen von Empúries
- Ermengar, 813–817
- Gauzhelm von Roussillon, 817–832
- Berengar von Toulouse, 832–835
- Sunyer I., 835–841 und 844–848
- Wilhelm von Septimanien, 848–850
- Isembart, 850–852
- Odalric, 852–858
- Humfried, 858–862
- Sunyer II., 862–915
- Dela, Mitregent 862–894
- Gausbert, 915–931
- Bencion, Mitregent 915–916
- Gausfred I., 931–989
- Hug I., 989/91–1040

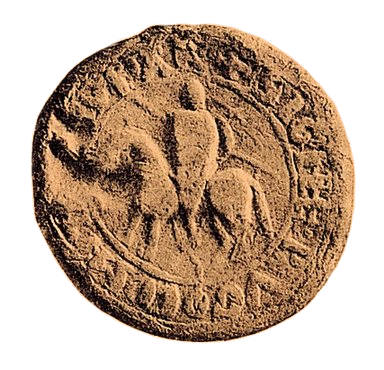
Siegel des Grafen Ponç V. (1277–1313)

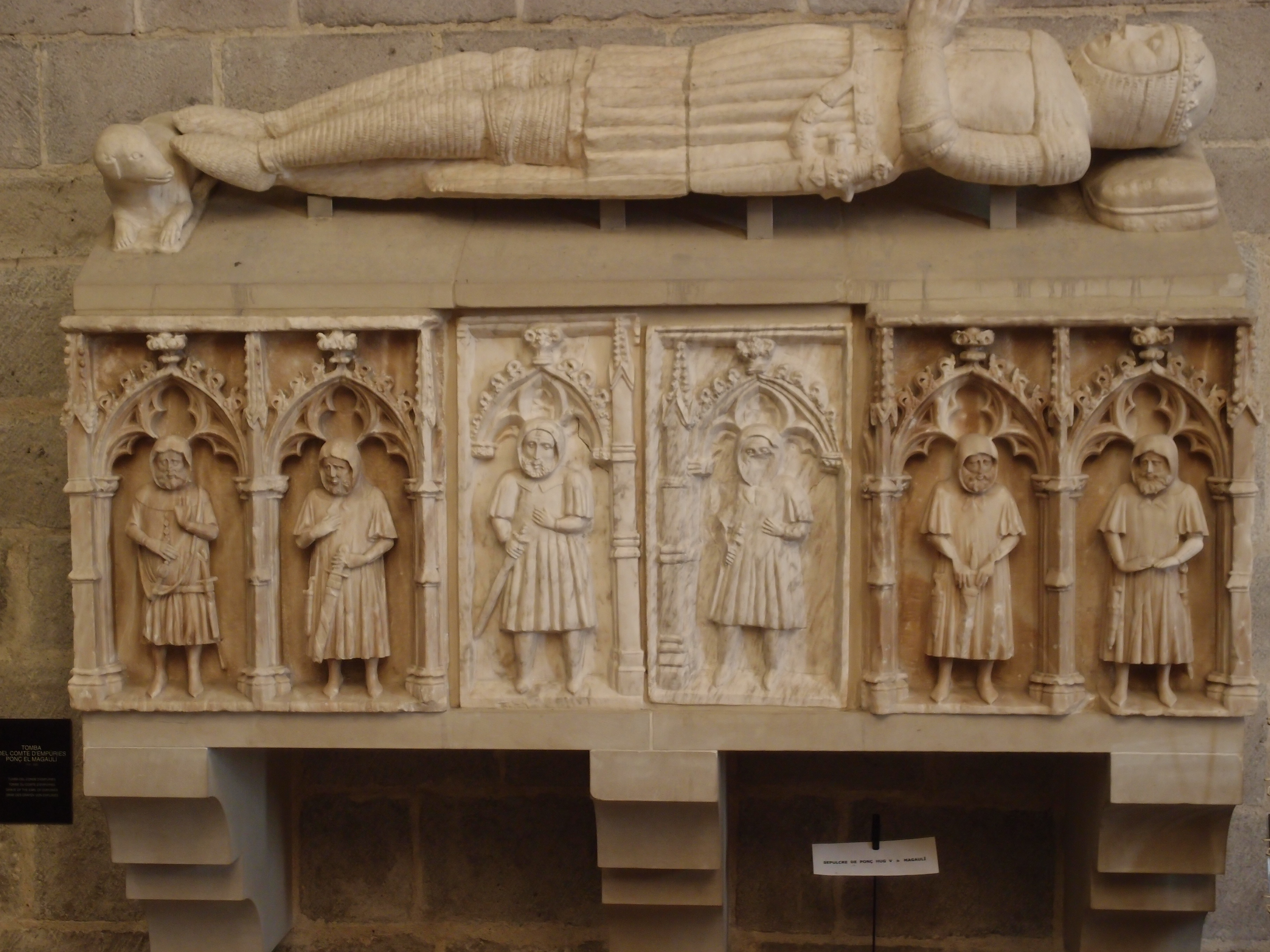
Sarkophag des Grafen Ponç Hug V. Malgauli (1313–1322) in der Basílica de Santa María in Castelló d’Empúries

- Ponç I., 1040–1078 (übergab Perelada als Vizegrafschaft seinem Sohn Berengar)
- Hug II., 1078–1116
- Ponç II. (auch Ponç Hug I.), 1116–1154
- Hug III., 1154–1173
- Ponç III., 1173–1200
- Ponç Hug d’Entença (auch Ponç Hug II.), Mitregent 1173–1175
- Hug IV., 1200–1230
- Ponç IV. (auch Ponç Hug III.), 1230–1269
- Hug V., 1269–1277
- Ponç V. (auch Ponç Hug IV.), 1277–1313, auch Vizegraf von Bas
- Ponç VI. (auch Ponç Hug V. Malgauli), 1313–1322, auch Vizegraf von Bas
- Marquesa, 1322–1327
- Hug VI., 1322–1325

## Haus Barcelona, 1. Linie

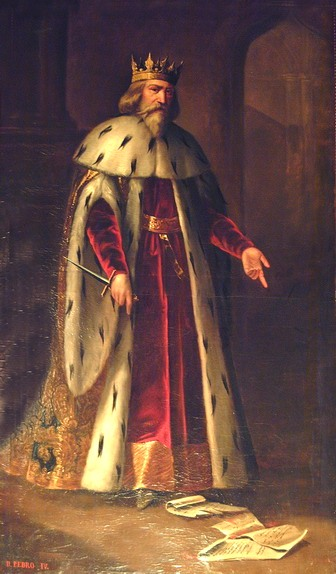
Pedro II. (1386–1387)

- Pedro IV. von Ribagorça, 1325–1341, auch Graf von Prades
- Ramon Berenguer I., 1341–1364, Graf von Prades
- Johann I., 1364–1386, dessen Sohn
- Pedro II., 1386–1387, seit 1336 als Pedro IV. König von Aragón,
- Johann I., 1387–1398, 2. Mal
- Johann II., 1398–1401, dessen Sohn
- Peter III., 1401–1402
- Johanna von Rocaberti und Fenollet, dessen Witwe

Die Grafschaft fällt zurück an die Krone.

## Haus Barcelona, 2. Linie
- Martin I., 1402, seit 1395 König von Aragon
- Maria de Luna, dessen Ehefrau, 1402–1407
- Martin I., 1407–1407, 2. Mal

## Haus Trastámara

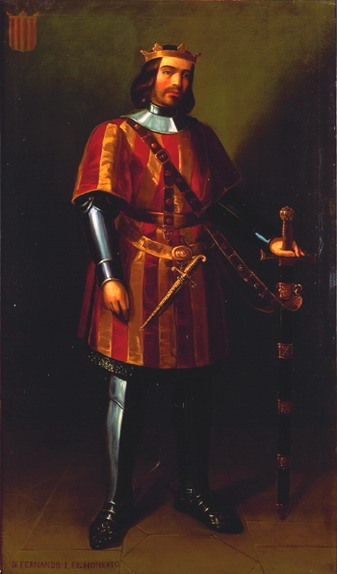
Fernando I. (1410–1416)

- Fernando I., 1410–1416, auch König von Aragón
- Alfonso V., 1416–1436, auch König von Aragón
- Enrique I., 1436–1445, auch Graf von Alburquerque
- Alfonso V., 1445–1458 als Regent für Heinrich II.
- Enrique de Aragón († um 1522), el Infante de la Fortuna, 31. Conde de Ampurias, 1476 1. Duque de Segorbe

Der Titel Conde de Ampurias vererbt sich nun wie der Titel Herzog von Segorbe bzw. Herzog von Medinaceli; aktuelle Herzogin von Medinaceli ist:
- Victoria-Eugenia Fernández de Córdoba (* 1917), 18. Duquesa de Medinaceli, 17./18. Duquesa de Alcalá de los Gazules, 3. Duquesa de Denia, 3. Duquesa de Tarifa, 15./18. Duquesa de Camiña, 13. Duquesa de Ciudad Real, 1958–1969 18. Duquesa de Feria, 1958–1969 18. Duquesa de Segorbe, 1958–1969 8. Duquesa de Santísteban del Puerto 52. Condesa de Ampurias,

Sie trat 1969 den Titel Duque de Segorbe und 1987 den Titel Conde de Ampurias an ihren Sohn ab:
- Ignacino de Medina y Fernández de Córdoba (* 1947), 1969 19. Duque de Segorbe, 1987 53. Conde de Ampurias